# Kawai Yosuke
Kawai Yosuke (河井 陽介, sinh ngày 4 tháng 8 năm 1989) là một cầu thủ bóng đá người Nhật Bản thi đấu cho Shimizu S-Pulse.

## Thống kê sự nghiệp

### Câu lạc bộ
Cập nhật đến ngày 23 tháng 2 năm 2018.
| Câu lạc bộ      | Mùa giải | Giải vô địch | Giải vô địch | Cúp1    | Cúp1      | Cúp Liên đoàn2 | Cúp Liên đoàn2 | Tổng    | Tổng      |
| Câu lạc bộ      | Mùa giải | Số trận      | Bàn thắng    | Số trận | Bàn thắng | Số trận        | Bàn thắng      | Số trận | Bàn thắng |
| --------------- | -------- | ------------ | ------------ | ------- | --------- | -------------- | -------------- | ------- | --------- |
| Shimizu S-Pulse | 2012     | 32           | 0            | 1       | 0         | 9              | 0              | 42      | 0         |
| Shimizu S-Pulse | 2013     | 32           | 1            | 3       | 0         | 5              | 0              | 40      | 1         |
| Shimizu S-Pulse | 2014     | 30           | 1            | 2       | 0         | 5              | 0              | 37      | 1         |
| Shimizu S-Pulse | 2015     | 13           | 0            | 1       | 1         | 3              | 0              | 17      | 1         |
| Shimizu S-Pulse | 2016     | 37           | 1            | 2       | 0         | –              | –              | 30      | 1         |
| Shimizu S-Pulse | 2017     | 3            | 0            | 0       | 0         | 0              | 0              | 3       | 0         |
| Tổng            | Tổng     | 147          | 3            | 9       | 1         | 22             | 0              | 169     | 4         |

1Bao gồm Cúp Hoàng đế Nhật Bản.
2Bao gồm J. League Cup.